# Germanes Josefines
La Congregació de Germanes Josefines són un institut religiós femení de dret pontifici, concretament una congregació religiosa. Les seves germanes posposen al seu nom les sigles H.J.

## Història
La congregació fou fundada a Ciutat de Mèxic el 22 de setembre de 1872 pel prevere català Josep Maria Vilaseca i Aguilera, de la Congregació de la Missió, tres dies després d'haver fundat la congregació clerical dels Missioners de Sant Josep. Les lleis de reforma de l'estat, implantades en 1857, de clar sentit anticlerical, desposseïren de béns l'Església i molts hospitals i escoles que en depenien havien quedat sense atenció. D'altra banda, l'educació cristiana s'havia abandonat i calia tornar a evangelitzar el país, per la qual cosa Vilaseca va fundar els dos instituts.
Per fundar la branca femenina, busca la col·laboració de Cesárea Ruiz de Esparza y Dávalos (1829-1884), dama d'Aguascalientes. Els dos decideixen de crear la congregació per "tenir cura de la vida de Jesús segons l'exemple de Maria i Josep", mitjançant l'educació cristiana i l'assistència a les necessitats de tothom, especialment els que no tenen recursos. A més, també es proposaven de promoure el culte a Sant Josep de Natzaret, obrir escoles i llars d'acollida per a nenes i atendre malalts i ancians en hospitals i asils, a més de col·laborar amb els Missioners Josefins en l'apostolat parroquial i missioner.
Obriren una primera casa a Mèxic (al carrer de San Ramón), amb el nom d'Institut de les Filles de Maria Josefines; de les tres joves que començaren, aviat es passà a déu i prengueren el nom de Filles de Maria del Senyor Sant Josep. Com que el local va quedar pettit, el bisbe Pelagio Antonio de Labastida y Dávalos els donà un de major al carrer de Pulquería de Palacio: en sis mesos, estaven havien obert escoles on ensenyaven a 300 nenes. En maig de 1873, les lleis de reforma de l'Estat, anticlericals, provocaren que el fundador fos empresonat i expulsat del país. La comunitat de germanes cercà refugi a la casa central de les Filles de la Caritat de Sant Vicenç de Paül. Quan tornà Vilaseca, continuaren en aquesta casa, sense deixar el col·Legi de Pulquería ni la casa oberta per a la rehabilitació de prostitutes. Poc després obriren escoles a Puebla i a Huajuapan i Aculco, tot i que aquestes tancaren aviat.
Les primeres constitucions foren aprovades pel bisbe Labastida el 8 de desembre de 1876 i les primeres religioses professaren amb vots el 25 de gener de 1877. La comunitat se separà llavors de la Congregació de la Missió, a la qual havia estat unida. L'institut, tant la branca masculina com la femenina, s'erigí canònicament el 26 de novembre de 1884. Rebé l'aprovació diocesana el 8 de desembre de 1876, la temporal i el decretum laudis en setembre de 1897, la provisional de les constitucions, el 23 d'abril de 1903; l'aprovació definitiva de la Santa Seu el 27 de maig de 1903, i la definitiva de les constitucions, el 28 de febrer de 1920.
De la casa general de Mèxico s'obriren noves fundacions a: Huichapan (1878), San Agustín Tlaxco (1881), San Ángel i Toluca(1884), Jilotepec (1885), l'Asilo de Mendigo de Mèxic (1888), Orizaba (1889), Santiago Tianguistenco (1890), Veracruz (1890) i San Juan Bautista (Tabasco, 1891). EN 1890 se'ls encarregà de la clínica de la Beneficencia Española, i en 1891 de la Quinta de Salud, les dues a Mèxic DF. A partir de llavors, obriren escoles i clíniques arreu de l'estat i alguns a d'altres com Texas, Colorado o Nova York, als Estats Units, o El Salvador.
Durant la Revolució mexicana, moltes josefines es refugiaren als Estats Units i Amèrica Central, fundant-hi noves cases. Cap al 1920 s'establiren a Matagalpa, noviciat després traslladat a Grenada. Després s'establiren a Costa Rica, Puerto Rico i Roma, i en 1981 s'obrí una missió a Luanda (Angola) i a Muxima.
Entre les germanes s'han distingit: Luz Nava (Lerma, Mèxic, 1892 - Veracruz, 1954) directora del col·legi de Veracruz i fundadora de l'Asilo Veracruzano, amb una gran tasca en l'ajut als ferits de la invasió nord-americana.

## Activitat i difusió
Les Germanes Josefines es dediquen a l'educació de joves i l'assistència sanitària a les zones rurals d'Amèrica Central i a Angola, i a col·laborar en la pastoral parroquial.
Són presents a Mèxic, els Estats Units, Puerto Rico, Nicaragua, El Salvador, Costa Rica, Veneçuela, Xile i Angola. La seu general és a Ciutat de Mèxic. Avui, en 2010, hi ha 860 germanes en 49 cases de la congregació repartides en aquests estats.